# Подвійна монархія
Подвійна монархія виникає, коли двома окремими королівствами править один і той самий монарх, вони дотримуються однакової зовнішньої політики, перебувають у митному союзі одне з одним і мають об'єднану армію, але в іншому вони самоврядні. Цей термін зазвичай використовується для позначення Австро-Угорщини, подвійної монархії, яка існувала з 1867 по 1918 рік і охоплювала частину Центральної та Східної Європи, але застосовується до інших подвійних монархій, таких як Королівство Неджду і Хіджазу. Подвійна монархія є досить рідкісною формою правління, яка практикувалася кілька разів в історії, хоча багато з наймогутніших країн світу були подвійними монархіями.
У 1870-х роках, використовуючи подвійну монархію Австро-Угорщини як модель, принц Уельський (пізніше король) Едуард VII і Вільям Гладстон запропонували, щоб Ірландія та Велика Британія утворили подвійну монархію. Їхні зусилля не увінчалися успіхом, але цю ідею пізніше використав у 1904 році Артур Гріффіт у своїй праці «Воскресіння Угорщини». Гріффіт зазначив, як у 1867 році Угорщина перетворилася з частини Австрійської імперії на окреме рівноправне королівство в Австро-Угорщині. Хоча сам Гріффіт не був монархістом, він відстоював такий підхід до англо-ірландських відносин . Ідея не була підтримана іншими ірландськими політичними лідерами, і зрештою Ірландія вела війну за незалежність (1919—1921), щоб покинути Союз Великої Британії та Ірландії.
Ця ідея виглядала привабливою у політичних колах Великої Британії через її успіх у інтеграції Шотландії до Великобританії. Королі Шотландії Стюарти, починаючи з Якова I, також були королями Англії. Після того, як XVII століття принесло три різні громадянські війни та численні збройні конфлікти, у 1707 році було підписано Акт про унію, було вирішено об'єднати Англію та Шотландію на постійній основі. Подібним методом раніше до складу Англії було включено Уельс. Незважаючи на історичний успіх, пропозицію об’єднати Ірландію з Великою Британією з певною формою самоуправління обговорювали десятиліттями, перш ніж остаточно звести її нанівець після війні за незалежність Ірландії.
Пізніші історики використовували цей термін для позначення інших прикладів, коли один король правив двома державами, як-от Генріх V і Генріх VI, які фактично були королями Англії та Франції в п’ятнадцятому столітті в результаті утворення маріонеткової держави на території Франції під час Столітньої війни, Данія-Норвегія, подвійна монархія, яка існувала з 1537 по 1814 рік, століття особистої унії Швеції та Норвегії (1814—1905), Іберійська унія між Португалією та Іспанією (1580—1640), Річ Посполита (1569—1795).
Подвійна монархія надає міцніший зв'язок, ніж особиста унія, у якій двома чи більше королівствами править одна особа, але немає спільних державних структур. Держави в персональній унії мають окремі війська, окрему зовнішню політику та окремі митні збори. У цьому сенсі Австро-Угорщина не була просто персональною унією, оскільки обидві держави мали спільний кабінет, який керував зовнішньою політикою, армією та спільними фінансами.